# Christina Schollin

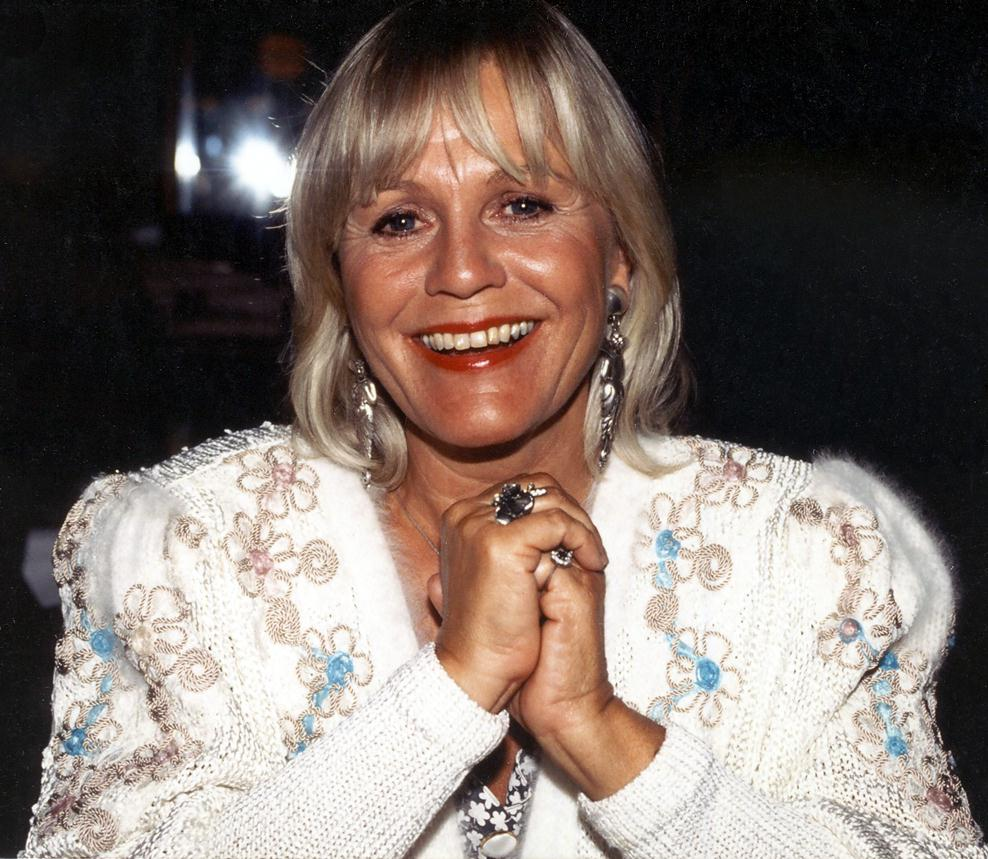
Christina Schollin (1993)

Christina Alma Elisabeth Schollin Wahlgren (* 26. Dezember 1937 in Stockholm) ist eine schwedische Schauspielerin.

## Leben und Wirken
Christina Schollin besuchte von 1956 bis 1957 die Theaterschule von Willy Koblanck in Stockholm und trat 1958 in die dortige Schauspielschule Dramatens elevskola ein. Dort wirkte sie als Beatie in Arnold Weskers Roots und als Nerissa in Shakespeares Der Kaufmann von Venedig. Weitere Auftritte hatte sie auf verschiedenen Stockholmer Privatbühnen in Norman Krasnas Ein Sonntag in New York, in Dave Freemans Ein Bett voller Gäste (A Bedfull of Foreigners), in Charleys Tante von Brandon Thomas oder in Die Kaktusblüte (Cactus Flower) von Abe Burrows. 1974 spielte sie in Hagge Geigerts Revue in Göteborg.
In den 1960er-Jahren wurde Christina Schollin durch ihre Rolle als blonder Engel in dem schwedischen Spielfilm Engel – gibt’s die?  (Änglar, finns dom?) in Schweden sehr bekannt. Von 1960 bis 1964 hatte sie Rollen in verschiedenen Spielfilmen ihres Heimatlandes. Internationale Aufmerksamkeit erlangte Christina Schollin durch ihr Mitwirken in den Spielfilmen Lieber John (Käre John, Schweden 1964, Regie: Lars-Magnus Lindgren), Song of Norway (USA 1970, Regie: Andrew L. Stone) und Fanny und Alexander (Schweden 1982, Regie: Ingmar Bergman).
Ihre Weigerung, gemeinsam mit Elvis Presley in einem Film aufzutreten, ging im Jahr 1966 durch die schwedische Presse.
Christina Schollin bekam 1966 für ihren Part in dem Spielfilm Ormen vom Schwedischen Filminstitut den Guldbagge Filmpreis in der Kategorie Beste Hauptdarstellerin verliehen.
Christina Schollin war ab dem 22. Dezember 1962 bis zu seinem Tod im Mai 2024 mit dem Schauspieler Hans Wahlgren verheiratet. Aus der Ehe gingen drei Söhne und eine Tochter hervor, darunter die Musikerin Pernilla Wahlgren und der Schauspieler Linus Wahlgren. Sie hat insgesamt sieben Enkelkinder, darunter die beiden Musiker Sebastian Ingrosso und Benjamin Ingrosso.

## Deutsche Synchronstimmen
In der deutschen Synchronfassung hat Schollin keine Standardsprecherin und wurde unter anderem von Margot Leonard oder Ingeborg Wellmann gesprochen.

## Filmografie (Auswahl)
- 1956: Swing it, fröken
- 1958: Avsked (Fernsehfilm)
- 1959: Die Hemmungslosen (Raggare!)
- 1959: Sängkammartjuven
- 1960: Dreimal vor der Hochzeit (Bröllopsdagen)
- 1960: Kärlekens decimaler
- 1961: Engel – gibt’s die? (Änglar, finns dom?)
- 1962: Nils Holgerssons wunderbare Reise (Nils Holgerssons underbara resa)
- 1964: Die schwedische Hochzeitsnacht (Bröllopsbesvär)
- 1964: Lieber John (Käre John)
- 1965: Niklassons (Fernsehserie, 1 Folge)
- 1965: Transit
- 1966: Adam in Schweden (Adamsson i Sverige)
- 1966: Operation Argus (Fernseh-Miniserie, 3 Folgen)
- 1966: Die Schlange (Ormen)
- 1967: Vergiß nicht, deine Frau zu küssen (Elsk din næste)
- 1968: Hennes meget kongelige høyhet
- 1968: Private Entrance (Fernsehfilm)
- 1970: Song of Norway
- 1971: Leka med elden (Fernsehfilm)
- 1971: Vill så gärna tro
- 1972: Den längsta dagen
- 1973: Mumindalen (Fernsehserie, 17 Folge)
- 1974: Eine geschiedene Frau (Fernseh-Miniserie, 1 Folge)
- 1975: Die Garage (Garaget)
- 1978: Dante – akta're för Hajen!
- 1979: Linus eller Tegelhusets hemlighet
- 1981: Svartskallen (Fernsehfilm)
- 1982: Fanny und Alexander (Fanny och Alexander)
- 1982: Sova räv (Fernsehfilm)
- 1983: Polskan och puckelryggen
- 1986: Die Gesegneten (De två saliga) (Fernsehfilm)
- 1986: Gösta Berlings saga (Fernseh-Miniserie, 3 Folgen)
- 1987–1989: Varuhuset (Fernsehserie, 60 Folge)
- 1989: Det svänger på varuhuset (Fernsehfilm)
- 1989: Familjen Schedblad (Fernsehserie, 1 Folge)
- 1994–1999: Tre kronor (Fernsehserie, 123 Folgen)
- 1997: Irma & Gerd (Fernsehserie, 6 Folgen)
- 1998: Jobbet och jag (Fernsehserie, 1 Folge)
- 2009: Playa del Sol (Fernsehserie, 1 Folge)
- 2010: Välkommen åter (Fernseh-Miniserie, 10 Folgen)
- 2011: Die Brücke – Transit in den Tod (Broen) (Fernsehserie, 1 Folge)
- 2019: Panik i tomteverkstan (Fernsehserie, 8 Folgen)